# Regina Wallner
Regina Maria Wallner (* 25. Oktober 1978 oder 1979 in Prien am Chiemsee) ist eine deutsche Moderatorin, Redakteurin und Sprecherin.

## Leben und Wirken
Regina Wallner ist in Prien am Chiemsee geboren und aufgewachsen. Seitdem sie für den Bayerischen Rundfunk (u. a. Verkehrsfunk auf Bayern 1) tätig ist, also seit September 1997, lebt sie in München. Seit Januar 2022 moderiert sie als erste Frau die Radiosendung „Treffpunkt Blasmusik“ auf BR Heimat.
Neben ihrer Radiotätigkeit moderiert sie u. a. für Sternstunden e. V., das Bayerische Ministerium für Ernährung, Landwirtschaft und Forsten und Sportveranstaltungen wie den European Championships 2022. Sie ist auch als Verkehrsexpertin und von Lesungen bekannt.
Seit 2009 ist sie die S-Bahn-Stimme Münchens, d. h. an manchen Tagen hören fast 1 Mio. S-Bahn-Fahrende ihre Stimme. 

Wallner engagiert sich ehrenamtlich im Trachtenverein Chiemgauer München, im Schwimmverein Prien und ist Unterstützerin der Freunde von Herrenchiemsee.